# E3의 역사
E3는 1995년부터 현재까지 계속되어왔다. 이 컨퍼런스의 이름은 1995년부터 2006년까지는 일렉트로닉 엔터테인먼트 엑스포였으나, 2007년과 2008년에는 E3 미디어 및 비즈니스 서밋이었다. 2009년에는 다시 일렉트로닉 엔터테인먼트 엑스포라는 이름으로 바뀌었다.

## 일렉트로닉 엔터테인먼트 엑스포 (1995 - 2006)

### 1995
E3가 처음 열린 이 해는 소니가 플레이스테이션을 통해 비디오 게임 산업으로 뛰어들었다. 세가의 새턴 역시 출시 준비를 마쳤으며, 새해 처음 선보인다는 점을 이용하여 닌텐도의 아성을 뛰어넘으려 했다. 닌텐도는 그 당시 1996년 여름에 발매될 닌텐도 울트라 64(닌텐도 64)에 대해 발표한 상태였다. 닌텐도는 E3에서 버추얼 보이를 선보였으나, 이 기기는 상업적으로는 실패했다. 이 당시 쇼에서 주목을 받은 게임들은 배틀 아레나 투신전, 릿지 레이서, 팬저 드라군, 버추어 파이터, D의 식탁이었다. 일부 비디오 게임들은 플레이스테이션과 새턴용으로 선보였다.
SNK도 참가하여 네오지오 CD의 발매를 발표했다. 쇼가 처음 개최된 이때, E3는 미국의 게임 이벤트 중 최고의 이벤트로 평가받았다.

### 1996
E3는 계속해서 성장했으며, 게임 회사들이 자신들의 새 상품을 소개하는 일반적인 장소가 되었다. 1996년, 닌텐도는 미국 기자 회견에서 닌텐도 64와 슈퍼 마리오 64를 공개했다. 캡콤은 자사의 첫 번째 호러 시리즈인 바이오하자드와 함께 플레이스테이션용 3D 대전 액션 게임 스타 글래디에이터를 공개했다. 크래시 밴디쿳과 세가는 새턴용 나이트와 함께 새 마스코트를 선보였다 (새턴의 아날로그 컨트롤러도 공개했다). 에이도스는 멀티플랫폼 게임인 툼 레이더를 전시했다. 에픽 메가게임즈는 이 때 처음으로 언리얼 엔진을 공개했으나 언리얼 게임 플레이는 없었다. 스타크래프트도 이 때 초기버전으로 처음 등장했다. 스퀘어는 플레이스테이션용 대전 액션 게임인 토발 No.1을 선보였으며, 그 당시 대부분이 예상대로 롤 플레잉 게임인 파이널 판타지 VII의 동영상을 전시했다. 행사는 캘리포니아의 로스앤젤레스에서 5월 16일부터 5월 18일에 걸쳐 치러졌다.

### 1997
1997년도에 E3는 애틀란타에서 개최되었다. 이 해에는 하프라이프와 언리얼같은 일인칭 슈팅 게임이 공개되었다. 이 때 공개된 또다른 일인칭 슈팅 게임으로는 신, 대도, 프레이, 퀘이크 II, 스타워즈 제다이 나이츠: 다크 포스 II가 있다. 또한, 플레이스테이션용 잠입 액션 게임인 메탈 기어 솔리드가 첫 선을 보였으며 새턴용 팬저 드라군 사가 또한 모습을 드러냈다.

### 1998
1998년에는 최종 개발 단계의 하프라이프가 E3에서 모습을 드러냈다.듀크 뉴켐 포에버도 처음으로 등장했다. 프레이의 트레일러도 전시되었다. 모노리스 프로덕션은 새로운 일인칭 슈팅 게임인 블러드 II: 선택받은 자와 쇼고: 기동 기갑 사단을 전시했다. 행사는 애틀란타에서 열렸다.

### 1999
1999년도의 E3에서는 차세대 콘솔의 윤곽이 드러났다. 6세대 콘솔로는 처음 등장하게 된 드림캐스트가 이 해의 주연이었다. 이때부터 E3행사는 캘리포니아의 로스앤젤레스에서 개최되게 된다.

### 2000
2000년도에는 플레이스테이션 2와 메탈 기어 솔리드 2: 선즈 오브 리버티가 주목을 받았으며, Xbox의 초기 개발 버전과 3인칭 PC 게임 헤일로: 컴뱃 이볼브드도 역시 주목을 받았다. 드림캐스트 또한 2세대 게임인 마벨 vs. 캡콤 2 등을 전시했다. 닌텐도는 여전히 N64를 후원했으며, 게임보이 어드밴스에 관한 소문도 돌기 시작했다.

### 2001
2001년도에는 닌텐도의 게임큐브와 마이크로소프트의 엑스박스가 주목을 받았다. 두 콘솔 모두 이 다음 해에 출시되었다.
마이크로소프트는 기자회견에서 Xbox용 첫 게임을 발표했다. 몇 가지 주목할만한 게임으로는 오드월드: 뭉크의 오디시, 인클레이브, 젯 셋 라디오 퓨처, 암페드: 프리스타일 스노우보딩, 매드 대시 레이싱, 프로젝트 고담 레이싱, 프로젝트 에고, 메달 오브 아너: 얼라이드 어썰트, 데드 오어 얼라이브 3, 건 발키리와 헤일로: 컴뱃 이볼브드가 있었다.
닌텐도또한 이 행사에서 게임 큐브를 미국에 처음 공개했다. 몇 가지 주목할만한 게임으로는 루이지 맨션, 피크민, 웨이브 레이스: 블루 스톰, 대난투 스매시브라더스 DX, 셀 대미지, 이터널 다크니스: 새너티스 레퀴엠, 슈퍼 몽키 볼, 스타폭스 어드벤처가 있었다. 닌텐도 스페이스 월드에서 먼저 공개되었던 닌텐도의 게임보이 어드밴스는 E3에서는 거의 모습을 보이지 않았다.
세가의 드림캐스트는 이 해의 E3를 끝으로 모습을 감춘다. 드림캐스트용 게임으로는 소닉 어드벤처 2, 우가부가, 봄버맨 온라인이 공개되었다. 행사는 로스앤젤레스에서 개최되었다.

### 2002
플랫폼 홀더로써의 세가는 사라졌으나, 2002년의 E3 쇼는 더 큰 행사로 계속해서 성장하게 되었다. 엑스박스 라이브를 공개하면서 마이크로소프트는 블링스: 타임 스위퍼, 톰 클랜시의 스플린터 셀, 데드 투 라이츠, 언리얼 챔피언십, 팬저 드라군 오르타, 닌자 가이덴, 그리고 결국은 발매되지 않았던 B.C와 같은 게임들을 선보였다.
닌텐도의 게임큐브용 게임들로는 슈퍼 마리오 선샤인, 젤다의 전설: 바람의 택트, 메트로이드 프라임, 스타폭스 어드벤처, 타임스플린터 2, 레지던트 이블 제로, 와리오 월드, 레이맨 3: 허드럼 하복, 어그레시브 인라인, 판타지 스타 온라인, 텐 에이티 실버스톰 등의 게임을 소개했다. 닌텐도는 또한 첫 번째 무선 컨트롤러인 웨이브버드를 공개하여, 이 컨트롤러로 슈퍼 마리오 선샤인을 시연하기도 했다. 닌텐도는 또한 젤다의 전설: 신들의 트라이포스, 별의 커비: 꿈의 샘 이야기, 둠 II, 레인 오브 파이어, 슈퍼 몽키 볼 주니어 등의 게임으로 게임보이 어드밴스를 지원 사격했다. 그리고 젤다의 전설: 바람의 택트에서 협동 모드를 시연하면서, 게임큐브와 게임보이 어드밴스를 연결하는 방법도 시연하였다.
플레이스테이션 2의 주요 게임들로는 콜린 맥레이 랠리 3, 라쳇 & 클랭크, 슬라이 쿠퍼: 전설의 비법서를 찾아서, 레드 데드 리볼버, 게이트웨이와 킹덤 하츠가 있다.
PC게임 제작자들도 모습을 드러냈다. 둠 3와 에이지 오브 미쏠로지, 워크래프트 III 도 선을 보였다.

### 2003
하프라이프 2가 공개된 2003년에는 실험적인 라이트닝 엔진을 사용한 헤일로 2의 싱글 플레이 데모가 등장했으며, 플레이스테이션 포터블이 처음으로 언급되었다. 이 해에의 E3 전시자들은 MMORPG 장르의 등장을 강조하였다. 심즈 2도 공개되었다.

### 2004
6세대 콘솔이 마지막으로 주목을 받았던 해가 바로 2004년이다. 헤일로 2는 12인용 깃발뺏기 멀티 플레이 데모가 선을 보였다. 이 해에는 PSP와 닌텐도 DS가 주목을 받았다. 6세대 콘솔 게임인 젤다의 첫 트레일러가 공개되었다. 이 젤다 시리즈는 후에 젤다의 전설: 황혼의 공주라는 이름이 붙었다. F.E.A.R도 공개되었는데, 이 게임의 티저 영상은 얼마 지나지 않아 공개되었다. 언리얼 엔진 3가 처음 시연되었다. 소니는 다음 E3에 플레이스테이션 3가 등장하게 될 것이라는 발표를 했다.

### 2005
이 해에는 E3가 텔레비전을 통해 처음으로 공개되었으며, 앞으로의 모든 E3 행사가 G4 네트워크를 통해 공개될 예정이다.
2005년에는 플레이스테이션 3를 등장시킨 소니가 주목을 받았다(이 때의 플레이스테이션3는 플레이 할 수 없는 형태였다). 플레이스테이션3를 소개하기 위해 공개된 게임 대부분은 미리 렌더링되지 않은 영상이었다. 닌텐도는 7세대 콘솔로 "레볼루션"이라는 콘솔(후에 이 콘솔은 Wii라는 이름이 붙는다)과 함께 게임보이 미크로를 공개한다. 그러나 닌텐도는 2005년 도쿄 게임 쇼 전까지 콘솔의 모션 컨트롤러를 비밀에 부치기로 한다. 마이크로소프트도 기자 회견에서 엑스박스 360과, 2010년까지 등장하지 않은 앨런 웨이크를 발표한다.
E3가 개최 11회를 맞은 E3 2005에는 7만 명의 관람객이 방문했다.

### 2006
2006년도의 E3쇼에서는 곧 발매될 소니의 플레이스테이션 3와 닌텐도 Wii가 주목을 받았으며, 다가올 닌텐도 DS, 엑스박스 360, PSP, 모바일 게임의 물결도 주목을 받았다. 워싱턴 포스트같은 일부 웹사이트에서는 닌텐도가 쇼를 장악했다고 언급했다. 그들은 Wii를 플레이하기 위해 기다리고 있는 긴 대기줄을 인용했다.
그러나 이런 7세대 콘솔이 전시되었음에도 참관객은 E3 2005 보다 14%정도 낮은 약 6만명 수준이었다.
마이크로소프트
마이크로소프트는 엑스박스 360에 대한 계획을 발표했다. 마이크로소프트의 설립자 빌 게이츠는 일부 마이크로소프트 서비스를 라이브 애니웨어라는 서비스로 통합하겠다는 계획을 발표했다. 이 서비스는 멀티플레이 게임과 (그 당시는 공개되지 않았던) PC용 OS인 윈도우 비스타와 엑스박스 360 간의 커뮤니케이션을 가능하게 하기 위해 계획되었다. 마이크로소프트는 또한 엑스박스 라이브의 아케이드 서비스를 확장할 것이라고 발표하면서 가까운 미래에 더 많은 아케이드 게임을 즐길 수 있을 것을 약속했다. 엑스박스 360용으로 출시될 게임으로는 헤일로 3, 그랜드 테프트 오토 IV, 히트맨: 블러드 머니, 소프라노스: 로드 투 리스펙트, 페이블 II, 기어즈 오브 워, 소닉 더 헤지혹: 넥스트 제너레이션이 발표되었다.
닌텐도
화요일, 닌텐도는 E3 개최 전에 할리우드와 하이랜드 센터에서 기자회견을 열었다. 이 기자회견에서 닌텐도는 닌텐도 DS 라이트의 발매 일자를 발표했으며, E3 중에는 Wii의 가격을 공개하지 않을 것이라는 이야기를 하면서 Wii의 가격은 2006년 4분기, Wii의 발매일 즈음에 발표할 것이라고 언급했다. Wii용으로 출시될 게임으로는 젤다의 전설: 황혼의 공주, 대난투 스매시브라더스 X, 메트로이드 프라임 3: 커럽션, 슈퍼 마리오 갤럭시, 소닉과 비밀의 링, 드래곤 퀘스트 소드 가면의 여왕과 거울의 탑, 파이널 판타지 크리스탈 크로니클: 크리스탈 베어러, 파이어 엠블램: 새벽의 여신, 레드 스틸, 디재스터: 데이 오브 크라이시스, 프로젝트 H.A.M.M.E.R, 익사이트 트럭을 발표했다. 닌텐도 DS용 게임으로는 파이널 판타지 3, 뉴 슈퍼 마리오브라더스, 젤다의 전설: 몽환의 모래시계, 성검전설DS 칠드런 오브 마나, 포켓몬 불가사의 던전: 파랑 구조대, 슬라임 울퉁불퉁 드래곤 퀘스트 2 대전차와 꼬리단, 요시 아일랜드 DS, 스타폭스 커맨드, 파이널 판타지 크리스탈 크로니클: 링 오브 페이트, 악마성 드라큐라: 갤러리 오브 라비란스, 디즈니의 아메리칸 드래곤: 제이크 롱, 어택 오브 더 다크 드래곤, 디디 콩 래이싱 DS, 마리오 농구 3 대 3이 발표되었다. 게임보이 어드밴스용 게임으로는 파이널 판타지 V, 파이널 판타지 VI, 포켓몬스터 불가사의 던전: 빨강 구조대가 발표되었다. 닌텐도 게임큐브용 게임으로는 슈퍼 페이퍼 마리오, 동키콩 배럴 블라스트, 젤다의 전설: 황혼의 공주, 바텐 카이토스 II: 시작의 날개와 신들의 사자가 발표되었다. 슈퍼 페이퍼 마리오와 동킹콩 블라스트는 Wii용으로 발매가 되었으며, 젤다의 전설: 황혼의 공주는 Wii와 게임큐브용으로 발매되었다.
소니
월요일 저녁, 소니 컴퓨터 엔터테인먼트는 E3 개최 전에 쿨버 시티에 있는 소니 픽쳐스 스튜디오에서 기자회견을 열었다. 소니는 이 기자회견에서 곧 출시될 플레이스테이션3의 두 가지 버전의 가격을 발표했다. 플레이스테이션 3의 소매가는 $599였다. 소니는 이 콘솔이 20GB와 60GB 버전으로 출시될 것이라고 밝혔다. 소니는 또한 모션 센스 기술이 추가된 식스애식스 컨트롤러도 공개했다. 플레이스테이션 3용으로 발매될 게임으로는 그랜드 테프트 오토 IV, 워호크, 아이덴티파이, 파이널 판타지 XIII, 모터스톰, 비젼 그란 투리모(그란투리스모 HD 컨셉), 겐지: 데이즈 오브 블레이드가 발표되었다. PSP용으로 발매될 게임으로는 메탈 기어 솔리드: 포터블 옵스, 크라이시스 코어: 파이널 판타지 XII, 킬존: 리버레이션, 라쳇 & 클랭크: 사이즈 매터, 철권 5: 다크 레저렉션, 로코로코, 몬스터 헌터 포터블, 갱스 오브 런던, 발리키 프로파일: 레넷, 소닉 라이벌즈, 사일런트 힐: 오리진, 레밍스, 릿지 레이서 등이 발표되었다.
소니의 컨퍼런스가 있던 다음날, 겐지: 데이즈 오브 블레이드는 프레젠테이션과 게임 내용의 역사적 부정확함때문에 일부 게임 커뮤니티에서 비판과 조롱을 받았으며, 그 결과 자이언트 에너미 크랩을 인터넷 상에서 유행시켰다.

## E3 미디어 및 비즈니스 서밋 (2007 - 2008)
2006년 7월 31일, ESA는 전시자 수요를 감당할 수 없기 때문에 행사의 규모를 축소한다고 발표했다. 2006년 10월 13일, 행사의 새로운 형태가 구체화되었다. 비록 E3는 원래 게임 산업 종사자들에게만 공개된 행사로 여겨졌으나, 최근 몇 년 동안 산업 종사자들이 아닌 참관객과 블로거들이 대거 방문해 크게 성장하게 되었는데, 새로운 형식의 행사에서는 이런 사람들은 참여할 수 없었다. ESA가 새 E3는 초대 형식으로 바뀔 것이라고 발표했기 때문이었다.
원래는 이런 변화 때문에 독립 개발자들까지 배척되어, 대미지를 입을 것이라고 예상했다. 그러나 ESA는 결국 "인디 게임 전시" 부스와 함께 독립 개발자들도 초대했다. 이는 인디케이스와 국제 게임 개발자 협회 같은 인디 게임 개발자 지원 단체가 지원해주었기에 가능한 일이었다.
이런 움직임은 게임 업계 관계자와 외부인 모두에게서 비판을 받았다. 특히 심시티와 스포어의 제작자인 윌 라이트는 다음과 같이 언급했다:
"거의 좀비처럼 느껴진다. 산 송장 말이다. 신나게 무기 경쟁을 하듯 성장해가던 E3는 돌연사했다....지금 우리는 불확실한 상황에 처했다. 게임 행사가 있었던가, 그 행사가 뭐였지, 어디로 가야되는 거야? 내 생각에 우린 지금 진짜 E3가 몇 년 전에 죽어버린것만 같은 불편한 과도기 영역에 있는 것 같다."

### 2007
개최 13회째 되던 E3 2007 서밋은 게임 산업 관계자만 초대되었기 때문에 오직 만 명의 참관객만 방문했다. 서밋은 샌타모니카에서 7월 11일부터 13일까지 개최되었다.
마이크로소프트
마이크로소프트는 디즈니의 영화들을 엑스박스 360 라이브 마켓플레이스에서 볼 수 있을 것이라고 발표했다. 기어즈 오브 워의 PC판 발매도 발표되었다. 헤일로 3와 헤일로 워즈의 새 트레일러가 공개되었으며, 헤일로 버전 엑스박스 360도 발표되었다. 시드 마이어의 문명 레볼루션과 폴아웃 3의 세부 사항이 발표되었다. 엑스박스 360용 바이오쇼크, 콜 오브 듀티 4: 모던 워페어, 어쌔신 크리드와 PC판 크라이시스가 시연되었다. 엑스박스 360 엘리트판이 유럽 지역에서 8월 24일부터 판매를 시작할 것이라는 내용과 엑스박스 라이브 비디오 마켓플레이스가 2007년 하반기에 캐나다와 일부 유럽 국가에서 공개될 것이라는 내용도 발표되었다.
닌텐도
닌텐도는 주변기기 세 개를 새로 선보였다; Wii 밸런스 보드, Wii 재퍼, Wii 윌. Wii 밸런스 보드는 트레이닝 게임인 위 핏과 함께 패키지로 등장할 것이라고 발표되었다. 위 윌은 새롭게 발표된 마리오 카트 Wii와 함께 패키지로 등잘 것이라고 발표되었다. Wii 재퍼는 닌텐도 자사의 게임과 함께 패키지로 낮은 가격에 등장할 것이라고 밝혔다. 닌텐도는 대난투 스매시브라더스 X의 발매일자를 2007년 12월 3일로 잡았다. 그러나 2007년 10월 경, 발매 일자는 2008년 2월 10까지 미뤄졌다가, 2008년 3일 9월까지로 또다시 미뤄졌다. 슈퍼 마리오 갤럭시는 2007년 11월 12일날 발매가 될 것이라고 발표하였다. 더 블랍: 컬러 레볼루션, 콘트라 4, 메트로이드 프라임 3: 커럽션이 시연되었으며, 이 때의 게임들은 거의 완성된 형태였다. 소울 칼리버 레전즈의 트레일러가 컨퍼런스에서 전시되었다. 니트로바이크와 32인 온라인 플레이 모드를 지원하는 메달 오브 아너: 히어로스 2가 발표되었다.
소니
소니는 E3가 시작하기 전에 플레이스테이션 3의 가격이 100달러만큼 가격이 내려갈 것이며, 새 80GB 플레이스테이션은 모터스톰을 동봉하여 600달러에 출시될 예정이라고 발표했다. E3 진행 기간에 소니는 60GB 플레이스테이션 3의 재고를 없애기 위해서 그와 같은 할인을 하는 것이므로, 80GB 플레이스테이션 3가 미국에서 발매된다면 이같은 할인을 중단할 것이라고 밝혔다. 좀 더 얇고 아담한 버전의 플레이스테이션 포터블이 시연되었다. 메탈 기어 솔리드 4: 건즈 오브 더 패트리어트, 그란 투리스모 5, 레지던트 이블 5, 스타워즈: 포스 언리시드의 트레일러가 전시되었다. 헤븐리 소드, 킬존 2, 라쳇 & 클랭크 퓨처: 툴즈 오브 디스트럭션, 언차티드: 엘도라도의 보물, 번아웃 파라다이스가 시연되었다. 사일런트 힐 5는 짧은 티저 영상과 함께 발표되었다.

### 2008
2008년 7월 15일부터 7월 17일까지 개최 된 14회 E3 2008의 참관객은 5천 명 수준으로 줄어들었다.
마이크로소프트
마이크로소프트는 폴아웃 3, 기어즈 오브 워3, 페이블 II, 레지던트 이블 5, 세인츠 로우 2의 시연 버전을 공개했다. 이들 전부를 엑스박스 마켓플레이스에서 플레이해볼 수 있었던 건 아니지만, 이 게임들에 대한 트레일러는 볼 수 있었다. 또한 2008년 가을에 업데이트될 엑스박스 360 대시보드의 새로운 UI와 아바타 시스템을 미리 확인할 수 있었다. 엑스박스 라이브에서 서비스 될 새 TV 프로그램과 영화 컨텐츠 또한 공개되었다. 텔레비전 스타일의 게임 기능인 프라임타임이 1 대 100을 기반으로 만들어진 게임과 함께 선을 보였으며, 빅 브라더나 딜 오어 노 딜같은 게임에 대한 귀띔도 있었다. 엑스박스 360용 파이널 판타지 XIII이 유럽과 북미에서 발매될 것이라는 발표도 있었다.
닌텐도
닌텐도는 2008년 7월 14일 Wii 모션플러스를 발표했다. Wii 모션플러스를 Wii 리모컨의 하단에 있는 확장 포트에 연결하면 Wii 리모컨의 정확성을 향상시켜, 모든 손목과 팔동작을 인식할 수 있다. 이는 게임 플레이시 센서 바와 위 리모트에 내장된 기능을 조합하여 사용할 때 실시간으로 동작을 인식하여 응답할 수 있도록 해준다. Wii Music 데모가 7월 15일에 공개되었는데, Wii 밸런스 보드의 지원과 위 리모트, 눈차크를 지원한다는 내용도 함께 공개되었다. Wii 스피크라는 보조 기기도 함께 소개되었는데 플레이어간의 커뮤니케이션을 가능하게 해주는 기능이 있다. 이 컨트롤러는 타운으로 놀러가요 동물의 숲과 함께 등장할 것이며, 컨두잇이라는 게임에서 호환 가능할 것이라고 밝혔다. 그랜드 테프트 오토: 차이나타운 워즈와 기타 히어로: 온 투어 디케이드, 스포어 크리처가 닌텐도 DS 용으로 발매될 것이라고 발표되었다. Wii Sports의 속편인 Wii Sports Resort가 개발중이며 다음 해 봄에 발매될 것이라는 내용도 공개했다. 비공개 컨퍼런스에서는 피크민 게임의 개발이 확인되었으며, 새 젤다의 전설 시리즈와 새 마리오 게임 두 개가 기획 중인 것이 확인되었다.
소니
소니의 첫 E3 프레젠테이션은 레지스턴스 2의 데모였다. 플레이스테이션 네트워크의 업데이트에 관한 세부사항도 공개되었다. 라이프 위드 플레이스테이션과 새로운 비디오 다운로드 서비스에 대한 내용이 포함되어있었다. 비디오 다운로드 서비스의 경우에는 소니 픽쳐스, 라이온스게이트, 워너브라더스, 폭스 홈 엔터테인먼트, 디즈니, MGM 같은 대형 영화 배급사가 제공하는 영화를 대여하거나 구매할 수 있다. PSN 다운로드 타이틀인 라쳇 & 클랭크 퓨처: 퀘스트 포 부티가 미리 모습을 드러냈다. 갓 오브 워III의 짤막한 트레일러가 시스템 소개용으로 공개되었다. 소니는 어쌔신 크리드, 파이트 나이트, 레지스탕스: 폴 오브 맨 등의 대 히트한 게임들을 할인된 가격에 판매하며, 여타 게임들도 $30 선에서 판매할 것이라고 발표했다. 새로운 게임 타이틀로는 PSP용 레지스턴스: 리트리뷰션과 PS3용 MAG이 공개되었다. 소니는 PSP 번들 패키지로 라쳇 & 클랭크: 사이즈 매터, 네셔널 트레저: 북 오브 시크릿 UMD와 무한회랑 할인권, 1GB 메모리 스틱 듀오가 동봉된 아이스 실버 PSP 슬림 & 라이트를 판매할 것이라고 발표했다. 소니는 또한 2008년 8월경에 80GB 플레이스테이션 3가 PAL과 NTSC를 사용하는 지역에 판매될 것이라고 발표했다.

## 일렉트로닉 엔터테인먼트 엑스포 (2009 - 현재)
2009년에 개최된 일렉트로닉 엔터테인먼트 엑스포는 2007년 이전의 형식으로 돌아갔다. 행사는 이전 년도보다 크기 면에서 크게 확장되었으며, 모든 컴퓨터, 게임 고객들에게 다시 공개되었다. 처음의 모습으로 다시 돌아간 E3 2009는 E3 2007과 E3 2008에 실망한 게임 제작자들에게 두루 환영을 받았다.

### 2009
2009년에는 일렉트로닉 엔터테인먼트 엑스포가 15번째로 개최되었다. 6월 2일 - 4일 동안 로스앤젤레스 컨벤션 센터에서 개최되었다. E3 2009에 참석한 관람객은 2007년 이전의 E3 서밋과 비슷한 수준으로, 이전 서밋인 E3 2008년보다 820%가 증가한 41,000 명이었다. 이는 E3 2006에 비한 32% 감소한 수준이다.
플레이스테이션 3와 엑스박스 360용 모션 센스 디바이스가 공개되었다. 각각 플레이스테이션 무브와 프로젝트 나탈이었다. 이번 쇼에서는 크라이시스 2, 헤일로: 리치, 뉴 슈퍼마리오브라더스 Wii, 황금의 태양 칠흑의 새벽, Wii 바이탈리티 센서, 메이드 인 나, Wii Fit Plus, 슈퍼 마리오 갤럭시 2, 메트로이드: 아더 M, 파이널 판타지 XIV, 모드네이션 레이서즈, 메탈기어 솔리드: 피스 워커가 공개되었다. 소니의 새 휴대용 기기 PSP Go도 발표되었다.

### 2010
2010년 행사는 로스앤젤레스 컨벤션 센터에서 6월 15일부터 6월 17일까지 개최되었다. Wii 모션플러스와 호환될 예정인 젤다의 전설의 최신 시리즈, 젤다의 전설: 스카이워드 소드가 공개되었으며, 닌텐도는 3DS를 완전히 공개했다. THQ의 대니 빌슨은 세인츠 로우 3가 E3에서 첫 선을 보일 것이며, 이 게임은 "짜릿할" 것이라고 언급하였다. 또한 THQ는 레드 팩션: 아마겟돈을 E3에서 선보일 것이라고 발표했다. 킹덤 하츠 3D 또한 공개되었다. 마이크로소프트는 키넥트를 발표했으며, 새 엑스박스 360 S 모델을 발표하였다. 소니는 플레이스테이션 3용 모션 컨트롤러로 플레이스테이션 무브를 선보였다.

### 2011
6월 7일부터 6월 9일까지 개최됐으며 배틀필드 3, 헤일로 4, FIFA 12, 마비노기 영웅전, 테라 등이 선보여졌다.